# Friedrich Emanuel Marx
Friedrich Emanuel Marx (* 27. September 1767 in Berlin; † 25. Mai 1826 ebenda) war ein deutscher Orgelbauer in Berlin.

## Leben
Friedrich Emanuel Marx wurde seit etwa 1790 als Orgelbauer bei seinem Vater Ernst Julius Marx genannt, dessen Werkstatt in Berlin er nach dem Tod 1799 übernahm.
Spektakulär war der Bau einer Zinkpfeifenorgel mit einem gusseisernen Gehäuse von Karl Friedrich Schinkel in Hohenofen in der Prignitz, die jedoch nach Protesten des Orgelkritikers Friedrich Wilke wieder abgebaut werden musste.
Friedrich Emanuel Marx war mit Caroline Louisa Wiebe, der Tochter eines Gastwirtes aus Nauen verheiratet. Der Sohn Carl Friedrich Ernst Marx wurde ebenfalls Orgelbauer in Berlin, allerdings sind keine Arbeiten von ihm bekannt.

## Werkliste (Auswahl)
Von Friedrich Marx sind einige Orgelneubauten in der Mark Brandenburg und in Schwerin bekannt, außerdem Umbauten und Reparaturen. Erhalten sind Teile der Orgeln in Groß Kreutz, Selbelang, Lüdersdorf und Biesen. Nicht mehr vorhandene Instrumente sind kursiv gesetzt.
Orgelneubauten
| Jahr      | Ort                    | Gebäude           | Bild | Manuale | Register | Bemerkungen |
| --------- | ---------------------- | ----------------- | ---- | ------- | -------- | --- |
| 1793–1795 | Schwerin               | Dom               |      |         |          | Fertigstellung der Orgel von Johann Georg Stein, nicht mehr vorhanden |
| 1800      | Groß Kreutz            | Dorfkirche        |      |         |          | 1906 Erweiterung und Umbau durch Schuke, erhalten |
| 1805      | Selbelang              | St. Nikolai       |      |         |          | erhalten |
| 1818      | Beeskow                | St. Marien        |      | II/P    | 23       | 1931 ersetzt durch Kinoorgel |
| 1819      | Kolberg                | St. Nikolaikirche |      | ?       | ?        | Kirche und Orgel wurden am 2. Juli 1819 eingeweiht, die Orgel kostete 700 Taler. Die Orgel wurde am 13. September 1879 an die Kirchengemeinde Hütten im Kreis Neu-Stettin für 600 Mark verkauft. (heute: Sitno (Szczecinek)), ob die Orgel erhalten ist, ist unklar. |
| 1818–1820 | Hohenofen              | Kirche            |      |         |          | Zinkpfeifenorgel in gusseisernen Gehäuse von Schinkel, nach Protesten von Wilke später wieder abgebaut |
| 1821      | Lüdersdorf bei Wriezen | Dorfkirche        |      | I/P     | 8        | erhalten |
| 1825      | Biesen                 | Dorfkirche        |      | I       | 7        | Positiv, 2009 Restaurierung durch Mecklenburger Orgelbau |

Weitere Arbeiten
- 1802 Spandau, Johanniskirche, Reparatur der Grüneberg-Orgel von 1783, heute in Französischer Kirche in Potsdam[10]